# Ngô Lan
Ngô Lan (chữ Hán: 吳蘭; bính âm: Wu Lan; ? - 217) là một tướng lĩnh nhà Thục trong thời kỳ Tam Quốc trong lịch sử Trung Quốc. Ông phục vụ cho nhà Thục khi Lưu Bị vào Tây Xuyên và xưng Hoàng Đế. Năm 217 ông được giao nhiệm vụ cùng với Trương Phi tiến đánh Tào Ngụy nhưng bị Tào Hồng đánh bại và bỏ chạy sau đó bị người tộc Đê giết chết.

## Tiểu sử
Năm 217, Lưu Bị chia quân tiến đánh Hán Trung. Tháng 11 năm 217, Lưu Bị sai Ngô Lan đóng ở Hạ Biện còn Trương Phi đóng đồn ở Cố Sơn. Tào Tháo sai Tào Hồng, Tào Hưu ra hỗ trợ cho Hạ Hầu Uyên, Tào Hồng và Tào Hưu không mắc mưu theo tin đồn của đối đánh lui được quân Thục, đánh bại Ngô Lan khiến Trương Phi phải rút lui khỏi Cố Sơn. Ngô Lan bỏ chạy rồi bị người Đê thuộc tộc Chi giết chết.

## TrongTam Quốc diễn nghĩa
Trong tác phẩm Tam Quốc diễn nghĩa, Ngô Lan được nhắc đến trong Hồi 69 và 72. Trong tác phẩm này, Ngô Lan được nhắc đến với vai trò là một bộ tướng dưới tướng của Mã Siêu, cùng với Nhâm Quỳ. Ông cùng với Mã Siêu phối hợp chinh chiến và sau bị Tào Chương giết chết.
Khi Lưu Bị sai Trương Phi, Mã Siêu đóng đồn ở Hạ Biện, muốn cướp cửa ải của quân Tào. Tào Hồng dẫn quân đến Hán Trung. Lúc bấy giờ quân của Mã Siêu thì đến Hạ Biện. Mã Siêu ra lệnh cho Ngô Lan làm tiên phong, đem quân đi do thám, vừa gặp quân Tào Hồng đến.
Ngô Lan muốn rút về, nha tướng là Nhâm Quỳ nói rằng: "Quân giặc mới đến, nếu không đánh cho đổ cái nhuệ khí của nó đi, thì mặt mũi nào về trông thấy Mã Mạnh Khởi nữa?" sau đó xông vào đánh quân Tào và bị Tào Hồng chém chết đồng thời thừa thế đuổi giết, Ngô Lan thua to, chạy về ra mắt Mã Siêu. Mã Siêu giận mắng rằng: Mi chưa có lệnh của ta, sao đã dám khinh địch để đến nỗi bị thua?. Ngô Lan đổ thừa là Nhâm Quỳ không nghe lời cho nên mới thua như vậy. Mã Siêu ra lệnh một mặt phải giữ vững cửa ải, không nên ra đánh, một mặt phi báo về Thành Đô, đợi lệnh.
Cũng trong chiến dịch Hán Trung, sau đó, Ngô Lan cùng chỉ huy hai cánh quân của Mã Siêu và đánh đến nơi truy kích quân Tào. Quân sĩ của Mã Siêu dưỡng sức đã lâu, nay được dịp diễu võ dương oai, không ai địch nổi. Quân Tào thua chạy. Nhưng không may, Ngô Lan gặp Tào Chương hai bên giao chiến chưa được vài hiệp, Chương đâm Lan một nhát kích ngã ngựa chết.